# Maecenas trädgårdar
Maecenas trädgårdar (latin: Horti Maecenatis eller Horti Maecenatiani) var en vidsträckt egendom i Rom, uppförd av den romerske riddaren Maecenas (död år 8 f.Kr.) under det sista århundradet f.Kr. Trädgårdarna var belägna i dagens Rione Esquilino. Enligt Dio Cassius anlade Maecenas här Roms första simbassäng med hett vatten. Det enda som återstår av egendomen idag är det så kallade Maecenas auditorium.
Maecenas testamenterade trädgårdarna till Augustus och de övergick därmed i kejserlig ägo. Tiberius bosatte sig här efter sin återkomst till Rom år 2. Genom Domus Aurea lät Nero förena Maecenas trädgårdar med Palatinen. I nordvästra delen av trädgårdarna har man påträffat så kallade puticuli (jämför putesco, "ruttna", "multna"), gravplatser för slavar och fattiga.
En rad skulpturer och konstverk har under århundradena påträffats i Maecenas trädgårdar.

## Skulpturer från Maecenas trädgårdar
| - Egyptisk staty av granodiorit föreställande guden Apis. - Den bundne Marsyas. - Karyatid. - Dansande menad. |

| - Stridande Hercules. - Huvud av amazon. - Hygieia. - Eros. - Rhyton. |